# Fritz Leimbach
Fritz Leimbach (* 21. Juli 1918 in Altenburg; † unbekannt) war ein deutscher Betriebsleiter und Politiker der DDR-Blockpartei Liberal-Demokratische Partei Deutschlands (LDPD).

## Leben
Leimbach war der Sohn eines Maurers und besuchte in Kassel die Oberrealschule. Von 1937 bis 1939 absolvierte er eine kaufmännische Lehre und besuchte in Altenburg die Höhere Handelsschule. In der DDR wurde Leimbach Betriebsleiter der Firma Franz Gerschau KG (mit staatlicher Beteiligung) in Gößnitz im Kreis Schmölln.

## Politik
Er trat der 1945 in der Sowjetischen Besatzungszone neugegründeten LDPD bei. Bei den Wahlen zur Volkskammer der DDR war Leimbach Kandidat der Nationalen Front der DDR und von 1958 bis 1967 Mitglied der LDPD-Fraktion in der Volkskammer.